# Aldbourne
Aldbourne è un villaggio e una parrocchia civile della contea del Wiltshire, Sud Ovest dell'Inghilterra, Regno Unito.

## Geografia

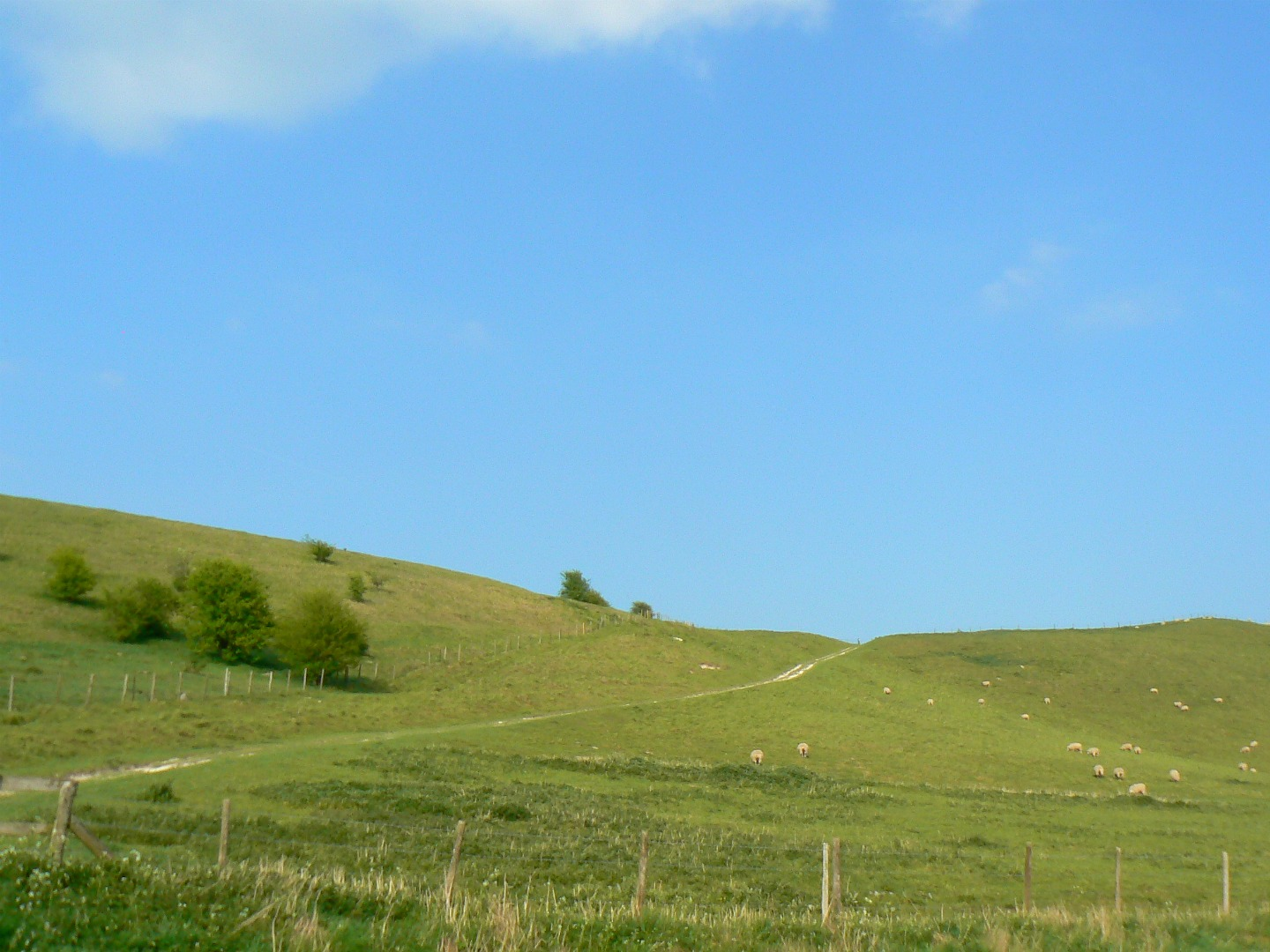
Territorio agricolo attorno ad Aldbourne

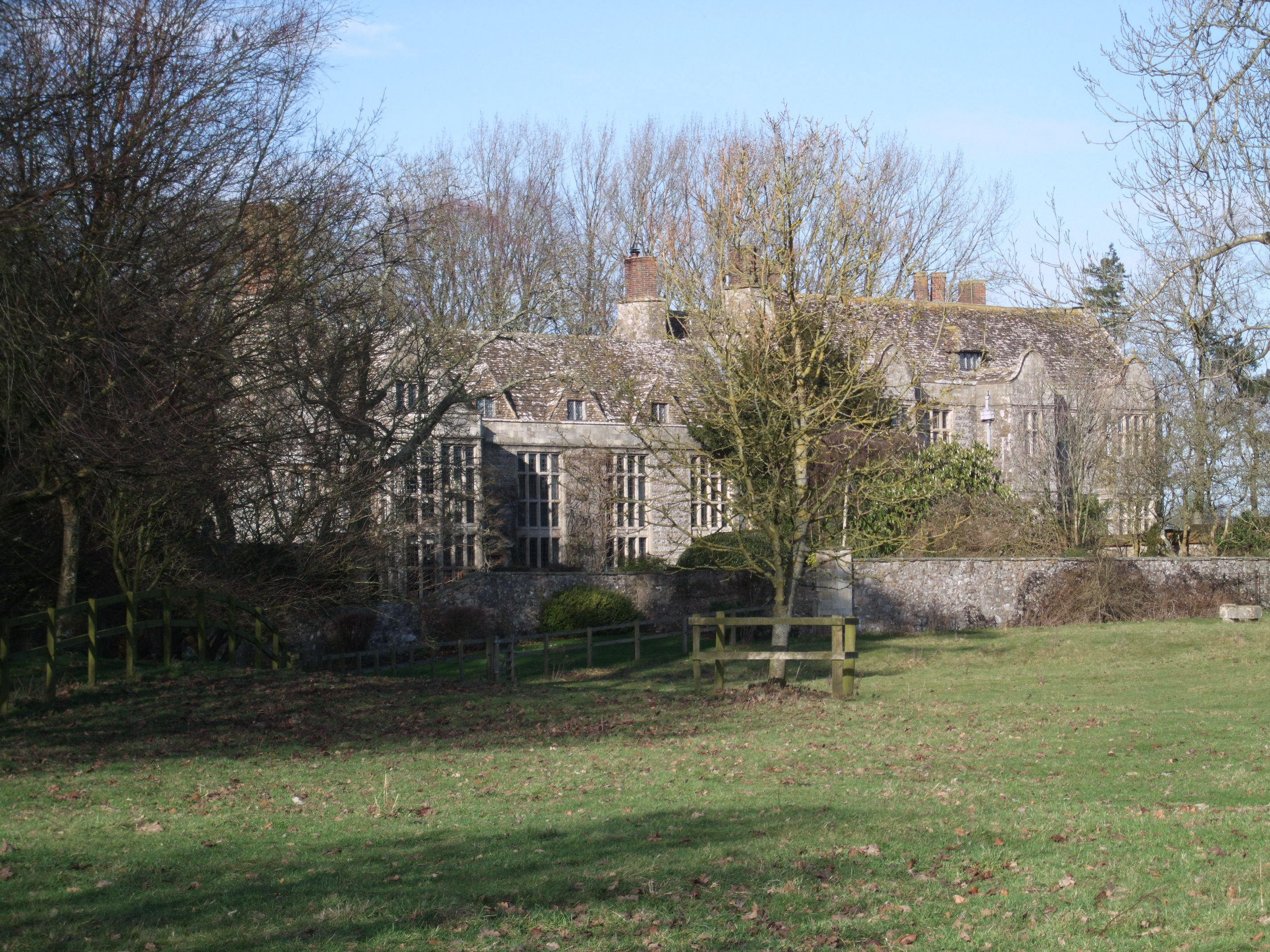
Upper Upham House, nel villaggio abbandonato di Upper Upham

Aldbourne si trova a circa 10 km a nord-est di Marlborough in una valle sul versante meridionale della North Wessex Downs.Vi scorre un piccolo affluente del fiume Kennet.

## Storia
Ancora prima del Medioevo, in epoca preistorica, sono stati presenti insediamenti umani e in seguito romani.

## Monumenti e luoghi d'interesse
- Chiesa di San Michele. Appartiene alla diocesi di Salisbury, risale al XIII secolo e dal 22 agosto 1966 è un monumento classificato di primo grado per il suo particolare interesse storico e architettonico.[4][5]
- Upper Upham. Si tratta di un villaggio medievale abbandonato raggiungibile tramite una stretta stradina che parte dalla strada B4192 Aldbourne-Swindon.[6]